# Greatest Hits: My Prerogative (DVD)
Greatest Hits: My Prerogative es el sexto DVD de Britney Spears, lanzado el 9 de noviembre del 2004. El DVD incluye todos los videos originales de Britney Spears desde  ...Baby One More Time hasta  My Prerogative, también incluye clips de Outrageous (video no lanzado en el que participa Snoop Dogg). De acuerdo al sistema de información Nielsen SoundScan, el DVD Greatest Hits: My Prerogative ha vendido más de 208 mil copias en los Estados Unidos. Además, se convirtió en el segundo DVD más vendido alrededor del mundo durante 2004.

## Hechos
- La portada del DVD es la misma que el álbum con mismo homónimo de la cantante.
- El DVD fue #1 en Estados Unidos y fue certificado 2x Platino.
- En Francia fue certificado platino por ventas superiores a 20 000 copias.
- En Argentina el DVD lanzado en noviembre de 2004 fue certificado Doble platino por vender más de 80,000 unidades
- El DVD tuvo dos lanzamientos, el primero fue en versión en digipack y el otro era la caja de DVD con la portada un tanto brillosa, sin embargo no llega a brillar como la digipack.
- Incluye un pequeño póster con la lista de videos.
- En Japón fue certificado de Oro por la RIAJ, en el año 2005.[3]

## Videos musicales
1. My Prerogative
2. Outrageous
3. Everytime
4. Toxic
5. Me Against the Music
6. Boys
7. I Love Rock 'N' Roll
8. I'm Not a Girl, Not Yet a Woman
9. Overprotected (The Darkchild Remix)
10. Overprotected
11. I'm a Slave 4 U
12. Don't Let Me Be the Last to Know
13. Stronger
14. Lucky
15. Oops!... I Did It Again
16. From the Bottom of My Broken Heart
17. Born to Make You Happy
18. (You Drive Me) Crazy
19. Sometimes
20. ...Baby One More Time

## Material Bonus
- My Prerogative

1. Detrás de Escena
2. Toma Alternativa: Escenas en blanco y negro

- Outrageous

1. Detrás de Escena

- Everytime

1. Detrás de Escena
2. Toma Alternativa: Pasillo Blanco

- Toxic

1. Video Karaoke

- I'm a Slave 4 U

1. Toma Alternativo: Screen Verde
2. Toma Alternatica: Coreografía
3. Sonido a capela

- Don't Let Me Be the Last to Know

1. Detrás de Escena
2. Bloopers

- Stronger

1. Detrás de Escena
2. Bloopers

- Oops!... I Did It Again

1. Detrás de Escena
2. Toma Alternativa: habitación roja, toma de frente

- (You Drive Me) Crazy

1. Bloopers
2. Toma Alternativa: Fitting room

- ...Baby One More Time

1. Toma Alternativa: Pasillo del High School
2. Toma Alternativa: Coreografía a las afueras